# Teach For America
Teach For America es una organización estadounidense sin fines de lucro, cuya misión es desarrollar un movimiento para "eliminar la desigualdad educacional, enlistando a profesionales de excelencia en este esfuerzo." Con el tiempo, esta iniciativa ha sido imitada por otros países.

## Historia
La organización fue fundada por Wendy Kopp, luego de desarrollar la idea de ayudar a eliminar la inequidad educacional en Estados Unidos, para su tesis en la Universidad de Princeton en 1989. Desde su comienzo en 1990, más de 14.000 profesionales han completado su compromiso con Teach For America. La historia de la organización se encuentra relatada en el libro de Kopp, "One Day, All Children: The Unlikely Triumph of Teach For America and What I Learned Along the Way".
Ser parte de Teach For America se ha vuelto bastante popular entre profesionales egresados de universidades e institutos estadounidenses de elite. En su primer año, Teach For America insertó solo 500 profesores; en 2007 la organización recibió más de 18.000 postulaciones, de las cuales 2900 pasaron a ser nuevos miembros. Estos postulantes incluyeron “un 11% de graduados de Amherst y Spelman, un 10% graduados de la Universidad de Chicago y Duke; y más de un 8% graduados de Notre Dame, Princeton y Wellesley.”
En 2008, se registró un récord de 35.000 postulaciones, para tan solo 3700 puestos de trabajo aproximadamente, a lo largo de todo el país.

## Su labor
Teach For America busca profesionales jóvenes o recién graduados, para que enseñen durante dos años en escuelas en riesgo social a lo largo de todo Estados Unidos. La meta de la organización no solo es que sus miembros produzcan un impacto a corto plazo en los estudiantes, sino que además busca que los jóvenes profesionales se transformen en líderes comprometidos con la igualdad educacional por el resto de sus vidas. Las personas que participan de este proyecto no necesitan ser profesores de profesión, pero los profesores titulados también pueden participar.
Los miembros de la organización que no están titulados reciben una certificación alternativa, gracias a un curso al que asisten mientras desarrollan el programa. Todos los participantes acuden a un instituto intensivo de cinco semanas, donde reciben la preparación necesaria para su nuevo trabajo. Los profesores de Teach For America son llevados a escuelas en áreas urbanas de ciudades como Nueva York y Houston, como también a zonas rurales como el este de Carolina del Norte y el río Misisipi. Es en estas escuelas donde trabajan durante dos años, y en ellas generalmente podrán encontrarse con otros profesores de Teach For America.
Los profesores de Teach For America reciben las mismas facultades que un profesor normal en su respectiva escuela, ganando el salario normal dependiendo de cada distrito.

## Alcance geográfico
El impacto geográfico de Teach For America también ha crecido. Originalmente ayudando a 6 regiones, en la actualidad la organización esta activa en 34 regiones:
- Atlanta
- Baltimore
- Bahía de San Francisco
- Charlotte
- Chicago
- Connecticut
- Colorado Springs
- Dallas
- Denver
- Eastern North Carolina
- Boston
- New Orleans
- Hawaii
- Houston
- Indianápolis
- Jacksonville
- Kansas City
- Valle de Las Vegas
- Los Ángeles
- Memphis
- Miami-Dade
- Atlántico Medio
- Milwaukee
- Delta de Mississippi
- Nashville
- Nuevo México
- Ciudad de Nueva York
- Newark
- Phoenix
- Valle de Río Grande
- St. Louis
- Dakota del Sur
- Luisiana
- Tulsa
- Washington D. C.

## Impacto educacional
Desde que se fundó la organización, se han llevado a cabo numerosos estudios independientes para medir la efectividad de los miembros de Teach For America, en relación con comenzar la profesión de profesor por medios no tradicionales. Estudios recientes muestran que los participantes del programa son más efectivos que los profesores nuevos certificados de manera tradicional.
En un estudio publicado por Urban Institute de Washington D. C. y Calder Center en marzo de 2008, los autores revelaron que "los profesores de la organización tienden a producir un efecto positivo en el desempeño de los estudiantes de secundaria, en comparación con los profesores comunes e incluyendo a aquellos que están oficialmente certificados en esa área. Tales efectos son superiores al impacto provocado por años adicionales de experiencia, y son particularmente fuertes en matemática y ciencias." De acuerdo con un artículo de New York Times que examina el estudio hecho por Urban Institute, esto es realmente importante, ya que los miembros de Teach For America trabajan con los estudiantes más necesitados de cada estado. El artículo sugiere que aquellos estados que deseen mejorar el rendimiento de sus estudiantes en ciencias y matemática deben enfocarse en un reclutamiento más selectivo de los educadores, en vez de continuar con los programas educacionales tradicionales, donde los profesores a menudo no poseen un diploma acreditado.
Mathematica Policy Research incluyó este tema en un estudio publicado en junio de 2004. El estudio comparaba el progreso en la lectura y los logros en matemática hechos por alumnos seleccionados al azar, que fueron asignados a profesores de Teach For America o a otros profesores de la misma escuela. Los resultados mostraron que, en promedio, los estudiantes con profesores de Teach For America subieron las calificaciones de sus exámenes de matemática 0,15 puntos más en desviación estándar que lo que subieron los demás estudiantes. Esto es equivalente a haber recibido un mes extra de clases. En cuanto a la lectura, los alumnos con profesores de TFA se desempeñaron de manera similar a los demás estudiantes con otros profesores.